# Pourquoi j'ai tué Pierre
Pourquoi j'ai tué Pierre est un roman graphique français publié en 2006, qui traite du sujet de la pédophilie.
- Texte : Olivier Ka
- Adaptation et dessin : Alfred
- Couleur : Henri Meunier

## Publication

### Éditeurs
- Delcourt (Collection Mirages) (2006)  (ISBN 2-7560-0380-8)

## Prix et distinctions
- 2007 : 
  - « Essentiel » d'Angoulême[1],[2]
  - Prix du public (Festival d'Angoulême)[2] Pourquoi j'ai tué Pierre (avec Alfred)
- 2008 :  Prix Max et Moritz du meilleur scénariste international